# دوين ستيفنسون
دوين ستيفنسون (بالإنجليزية: Duane Stephenson)‏ هو مغني جامايكي، ولد في 1976 في كينغستون في جامايكا.

## وصلات خارجية
- الموقع الرسمي
- دوين ستيفنسون على موقع ميوزك برينز (الإنجليزية)
- دوين ستيفنسون على موقع أول ميوزيك (الإنجليزية)
- دوين ستيفنسون على موقع ديسكوغز (الإنجليزية)